# Sturmgeschütz-Brigade Großdeutschland
De Sturmgeschütz-Abteilung Großdeutschland / Sturmgeschütz-Brigade Großdeutschland was tijdens de Tweede Wereldoorlog een Duitse Sturmgeschütz-eenheid van de Wehrmacht ter grootte van een afdeling, uitgerust met gemechaniseerd geschut. Deze eenheid fungeerde niet (zoals de andere Sturmgeschütz-Abteilungen/brigades) als "Heerestruppe", maar maakte deel uit van de Gemotoriseerde Divisie/Pantsergrenadierdivisie Großdeutschland.
Deze Sturmgeschütz-eenheid kwam in actie met de divisie aan het oostfront.

## Krijgsgeschiedenis

### Sturmgeschütz-Abteilung Großdeutschland

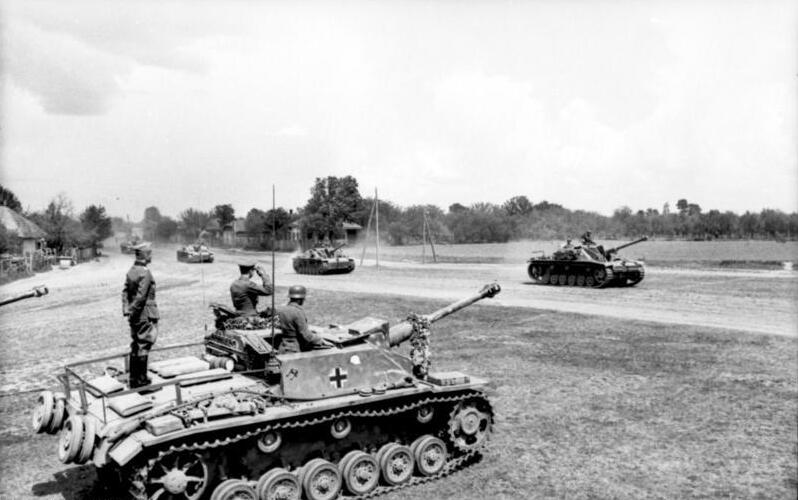
StuG III’s van Großdeutschland

Sturmgeschütz-Abteilung Großdeutschland werd opgericht in Treuenbrietzen op 4 april 1942 uit de Sturmgeschütz-Abteilung 192, die samengevoegd werd met 16./Infanterieregiment Großdeutschland (de voormalige Sturmgeschütz-Batterie 640). De oprichting en training van de nieuwe Abteilung duurde tot medio mei 1942. De Abteilung was de eerste eenheid die uitgerust werd met de nieuwe Sturmgeschütz III Ausf. F8, waarbij voor de eerste keer een lang kanon gevoerd werd. Op 22 mei 1942 ging de Abteilung op transport naar Rusland, naar Retsjitsa. Hier was de rest van de nieuwe Gemotoriseerde Divisie Großdeutschland zich aan het verzamelen. Eind mei ging het dan naar Fatezj en op 28 juni startte de divisie vanuit dit gebied met het Duitse zomeroffensief. De Abteilung nam nu deel aan alle veldslagen en acties van de divisie. De opmars naar de Don, verplaatsing naar de Rzjev-saillant en de gevechten daar, begin 1943 naar het gebied Charkov en vervolgens de Slag om Koersk, terugtrekking naar de Dnjepr en de gevechten daarachter.
In februari 1944 werd de Abteilung omgedoopt in Sturmgeschütz-Brigade Großdeutschland.

### Sturmgeschütz-Brigade Großdeutschland
De omdoping in Sturmgeschütz-Brigade betekende echter geen organisatorische verandering, de samenstelling bleef gelijk. Daarna volgden de terugtrekkingsgevechten door Oekraïne, de slag om Târgu Frumos, gevechten in Moldavië en daarna gevechten in de Baltische staten, gevolgd door een terugtrekking in het Memelbruggenhoofd. Op 3 december 1944 nam de personeelseenheid van de Heeres-Sturmgeschütz-Brigade 278 in het bruggenhoofd de Sturmgeschütze (18 StuG III, 10 StuG IV) en de uitrusting over van de vertrekkende Sturmgeschütz-Brigade Großdeutschland. Het personeel van de brigade vertrok naar Oost-Pruisen.

### Einde
De Sturmgeschütz-Brigade "Großdeutschland" werd op 20 december 1944 in Oost-Pruisen omgedoopt in II./Pz.Rgt. Brandenburg.

## Samenstelling
- Staf
- 1e Batterij
- 2e Batterij
- 3e Batterij

## Commandanten
| Rang                              | Naam                             | Begin           | Eind              |
| --------------------------------- | -------------------------------- | --------------- | ----------------- |
| Major                             | Hans-Joachim Schepers            | 4 april 1942    |                   |
| Hauptmann                         | Helmut Adam                      | 27 mei 1942     | 1 december 1942 † |
| Hauptmann                         | Lemme                            | 1 december 1942 | 1 december 1942   |
| Hauptmann Major vanaf 1 juni 1943 | Peter Frantz                     | 1 december 1942 | 8 januari 1944    |
| Hauptmann                         | Johann Magold                    | 16 januari 1944 | 25 juli 1944      |
| Oberleutnant                      | Steffani                         | 5 februari 1944 |                   |
| Oberleutnant                      | Diddo Diddens                    | juni 1944       |                   |
| Hauptmann                         | Eugen Metzger                    | 19 juli 1944    | 20 december 1944  |
| Major                             | Wilhelm Freiherr von Buddenbrock | augustus 1944   |                   |

Hauptmann Adam sneuvelde op een verkenningstocht in de buurt van Olenino toen zijn stafwagen door een doorgebroken Sovjettank onder vuur werd genomen. Haupmann Lemme raakte vermist. Oberleutnant Steffani en Oberleutnant Diddo Diddens waren slechts tijdelijke vervangers.